# Historyja majho žyccia
' é uma canção do duo Naviband. Eles irão representar a Bielorrússia no Festival Eurovisão da Canção 2017. Esta será a primeira vez na história do Festival Eurovisão da Canção que o Bielorrusso será usado como idioma de uma canção.